# Jean-Claude Raspiengeas
Jean-Claude Raspiengeas, né en 1958 en Lot-et-Garonne, est un journaliste et critique littéraire français.

## Biographie
Diplômé de l'Institut d'études politiques de Bordeaux, Jean-Claude Raspiengeas s'oriente vers la presse écrite en intégrant la rédaction des Nouvelles littéraires alors dirigées par Philippe Tesson et Jean-François Kahn. Il travaille à partir de 1984 comme grand reporter pour Télérama qu'il quitte en 2002 pour le journal La Croix dont il devient chef du service culture puis grand reporter culture en 2014, pour le même journal.
Jean-Claude Raspiengeas est également chroniqueur littéraire sur France Inter dans l'émission Le Masque et la Plume.

## Publications
- (avec Serge Ravanel), L'esprit de résistance, Éditions du Seuil, 1995  (ISBN 2020190281)
- (avec Jacques Gaillot), Je prends la liberté, Éditions Flammarion, 1999  (ISBN 2080671669)
- Bertrand Tavernier, Éditions Flammarion, 2001  (ISBN 2080681125)
- (avec Serge Moati), La haine antisémite, Éditions Flammarion, 2001  (ISBN 2080666304)
- Routiers, Éditions de l'Iconoclaste, 2020  (ISBN 978-2378801311)
- Une vie sur l'eau : le monde des bateliers, Éditions de l'Iconoclaste, 2022  (ISBN 978-2-37880-286-8)